# Sirens (album de Savatage)
Pour les articles homonymes, voir Sirens.
Albums de Savatage
The Dungeons Are Calling
(1984)
Sirens est le 1eralbum studio du groupe Savatage sorti en 1983.

## Liste des titres
Toutes les pistes par Jon Oliva et Criss Oliva, sauf indication.
1. Sirens  – 3:41
2. Holocaust  – 4:36
3. I Believe  – 5:28
4. Rage  – 2:40
5. On the Run  – 3:31
6. Twisted Little Sister  – 3:39
7. Living for the Night  – 3:20
8. Scream Murder (Jon Oliva) – 3:50
9. Out on the Streets  – 5:12

### Réédition 1994
1. Lady in Disguise - 4:36
2. The Message - 3:38

Une autre réédition de 1994, publiée par Metal Blade et Music For Nations sous les références conjointes CDZORRO 83 et RTD GAS 211.30832 contient tous les titres du mini-album The Dungeons Are Calling.

### Édition collector 2002 Silver Anniversary
1. Target (Demo) - 4:20
2. Living on the Edge of Time (Demo) - 3:54

## Composition du groupe
- Jon Oliva - Chants & Piano
- Criss Oliva - Guitares
- Keith Collins - Basse
- Steve Wacholz - Batterie & Percussions

L'illustration de la pochette est un dessin de Terry Oakes.

## Autour de l'album
- Le morceau Holocaust a été repris par Six Feet Under sur l'album Graveyard Classics[1].